# Lynnella semiglobulosa
Lynnella · Lynnellidae
Famille
Genre
Espèce
Lynnella semiglobulosa, unique représentant du genre Lynnella et de la famille des Lynnellidae, est une espèce de Ciliés de la classe des Oligotrichea et de l’ordre des Choreotrichida.

## Étymologie
Le nom de Lynnella est donné en mémoire du biologiste et écologue canadien Denis Heward Lynn (d) décédé accidentellement en 2018 sur la côte ouest de Colombie-Britannique (Canada).

## Description
En 2022, Li et ses collaborateurs commentent ainsi le genre Lynnella : 

« L'espèce Lynnella semiglobulosa se distingue des membres de tous les genres et familles connus de la sous-classe des Choreotrichia par une combinaison unique de caractéristiques des ciliatures buccales et somatiques.
Le nouveau genre Lynnella (de la nouvelle famille des Lynnellidae) se distingue par une zone adorale ouverte de membranelles (Adoral Zone of Membranelles AZM) dans laquelle, il n'y a pas de membranelles ventrales. Les parties distale et proximale de la nouvelle zone adorale sont proches l'une de l'autre formant un cercle ouvert.
Le genre se caractérise aussi par la possession de deux cinéties somatiques orientées longitudinalement, une dorsale et une ventrale, plusieurs membranelles proximales progressivement allongées vers l'extrémité proximale de la zone adorale, et deux nodules macronucléaires. 
Les études morphologiques, morphogénétiques et moléculaires de Lynnella semiglobulosa, montrent que l'AZM ouvert pourrait être un caractère plésiomorphe (caractère ancestral) des oligotriches. »

## Habitat et répartition
Le genre Lynnella a été découvert dans le sud de la Chine, en baie de Daya.

## Systématique
L'espèce, unique en son genre et sa famille, a été décrite en 2011 par Weiwei Liu, Zhenzhen Yi, Xiaofeng Lin et Khaled A. S. Al-Rasheid.

## Publication originale
- (en) Weiwei Liu, Zhenzhen Yi, Xiaofeng Lin et Khaled A. S. Al-Rasheid, « Morphologic and molecular data suggest that Lynnella semiglobulosa n. g., n. sp. represents a new family within the subclass Choreotrichia (Ciliophora, Spirotrichea) », Journal of Eukaryotic Microbiology, International Society of Protistologists, vol. 58, no 1,‎ 3 décembre 2010, p. 43-49 (ISSN 1066-5234 et 1550-7408, PMID 21129086, DOI 10.1111/J.1550-7408.2010.00519.X, lire en ligne).